# Die Volkspolizei (Zeitschrift)

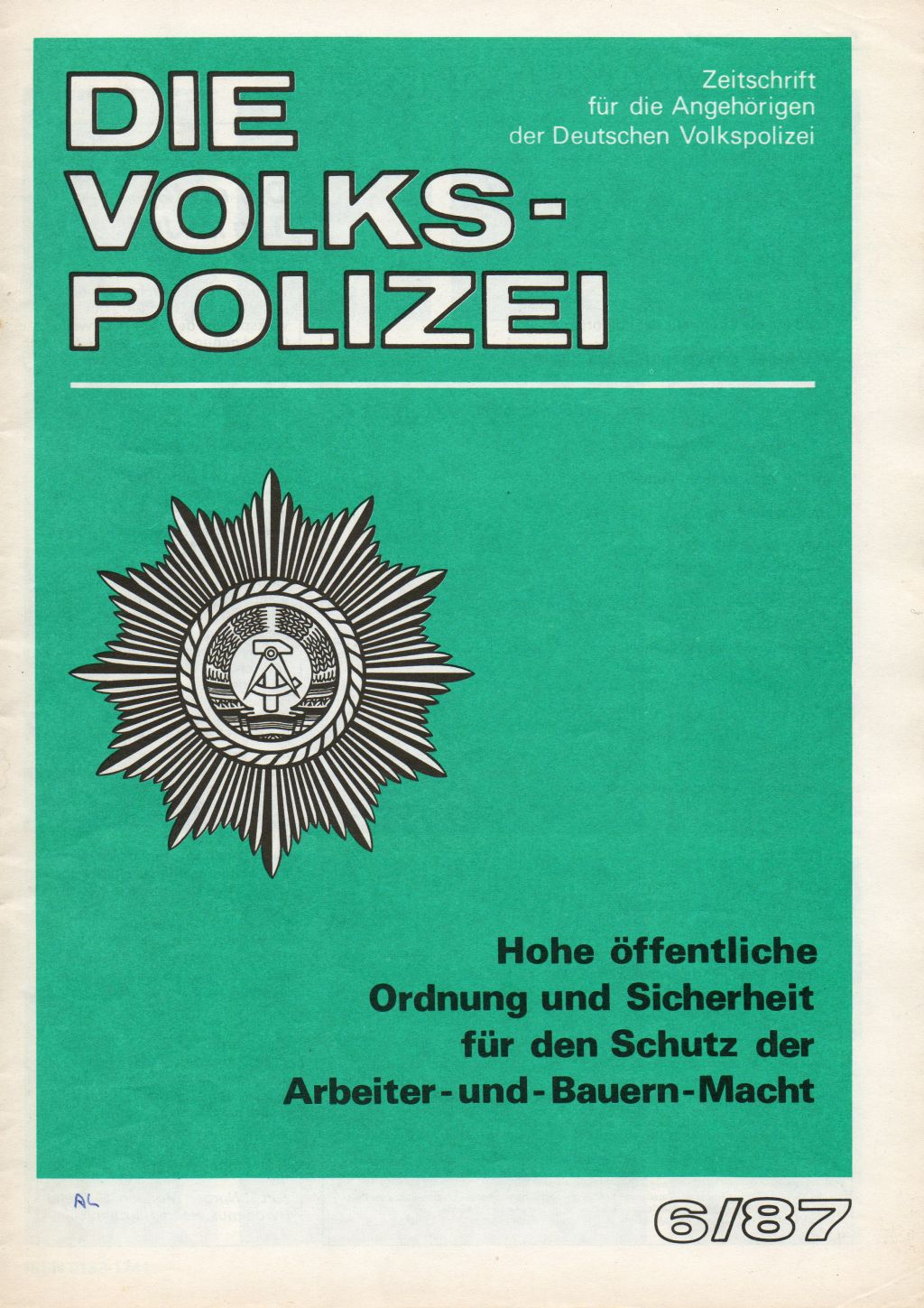
Die Zeitschrift „Die Volkspolizei“

Die Volkspolizei. Zeitschrift für alle Angehörigen der Deutschen Volkspolizei war eine Monatszeitschrift in der DDR, die von Januar 1948 bis November 1990 zunächst zweiwöchentlich, seit den 1970er Jahren monatlich erschien. Die Ausgaben hatten eine Stärke von 20 bis 40 Seiten. Herausgeber war das Ministerium des Innern der DDR, das weitere vier Publikationen verantwortete. Dazu zählten:
- Bereitschaft, eine 14-tägliches Blatt für die Volkspolizei-Bereitschaften (VB),
- Forum der Kriminalistik, das sechsmal im Jahr publiziert wurde
- Unser Brandschutz, ein Monatsmagazin sowie
- Archivmitteilungen, welche sechsmal im Jahr erschien (das Archivwesen unterstand seinerzeit dem DDR-Innenminister).

Gedruckt wurde sie im Berliner Stadtbezirk Mitte in der Druckerei des Ministeriums des Innern (Druckhaus Münzstraße).
Inhaltlich bestand die Zeitschrift zum einen aus Erfahrungs- und Alltagsberichten von Polizisten aus verschiedenen Hierarchien und Spezialisierungen. Darüber hinaus wurden hier auch neue Verordnungen und Befehle kommentiert und erklärt. Die Zeitschrift wurde durch Beilagen verschiedener Art wie Hinweise zur neuen Straßenverkehrsordnung, Erfahrungsberichte von Milizionären der UdSSR oder ČSSR, aber auch Ansprachen, Parteibeschlüsse oder theoretische Texte marxistisch-leninistischer Provenienz ergänzt.
Die Zeitschrift wurde am 28. Juni 1978 mit dem Vaterländischen Verdienstorden in Gold ausgezeichnet.

## Chefredakteure
- 1948–1955 Oberst der VP Hermann Dünow
- 1955–1960 Oberst der VP Hans Drohla
- 1960–1970 Oberst der VP Manfred Strutz
- 1970–1986 Oberstleutnant der VP Gerhard Fredrich
- 1986–1987 Oberstleutnant der VP Karl Dammaschke
- 1987–1989 Michael Tischendorf